# Hann und Gulpenheh
Hann und Gulpenheh oder Zu viel gesagt ist nichts gesagt. Eine morgenländische Erzählung ist eine Verserzählung von Christoph Martin Wieland. Sie erschien zuerst 1778 in der von Wieland herausgegebenen Zeitschrift der teutsche Merkur. Danach veröffentlichte Wieland sie erneut 1785 und 1791 in Wielands auserlesene Gedichte sowie 1796 in der Ausgabe letzter Hand seiner Sämmtlichen Werke. Wielands literarische Vorlage war eine Geschichte aus der Bibliotheque universelle des Romans vom Oktober 1777.
Der Text besteht aus 31 Strophen unterschiedlicher Länge mit insgesamt 265 gereimten Versen. Ein festes Metrum oder Reimschema gibt es nicht.

## Inhalt
In Samarkand heiratet der arme Schneider Hann die sehr schöne junge Frau Gulpenheh. Er schwört ihr, im Fall ihres Todes neun Tage lang auf ihrem Grab zu weinen. Daraufhin schwört sie ihm, sich im Fall seines Todes lebendig mit ihm begraben zu lassen. Etwa ein Jahr später erstickt Gulpenheh beim Essen an einem Knochen. Sie wird begraben und Hann liegt laut jammernd auf ihrem Grab. Da kommt der Prophet Aissa vorbei und lässt sich über den Grund für Hanns Trauer berichten. Durch einen Zauber erweckt er Gulpenheh wieder zum Leben, die dem Grab entsteigt und ihrem Ehemann um den Hals fällt. Da sie halbnackt – nur durch ein dünnes Leichenhemd bedeckt – ist, geht Hann in die Stadt zurück, um Kleidung zu holen und seine Frau dann nach Hause zu bringen.
Kurz darauf kommt der Sohn des Sultans mit seinem Gefolge an dem Friedhof vorbei und entdeckt Gulpenheh. Er möchte sie mit in seinen Serail nehmen, sofern sie noch nicht vergeben sei. Sie verleugnet ihren Mann in Aussicht auf ein luxuriöses Leben im Palast und geht mit dem Prinzen.
Der verzweifelte Hann sucht überall nach seiner Frau und gerät auf die Spur des Prinzen. Er fleht ihn an, seine Frau sehen zu dürfen, da er glaubt, sie werde ihn zurück begleiten. Sie verleugnet ihn aber erneut und behauptet, er wäre ein Räuber, der sie kurz vor dem Zusammentreffen mit dem Prinzen überfallen hätte. Hann wird festgenommen und zum Tod verurteilt. Kurz vor der Exekution erscheint der Prophet Aissa erneut und sagt für Hann aus. Da man dem weisen Propheten glaubt, wird Hann freigelassen. Gulpenheh bricht vor dem Propheten tot zusammen und wird in ihr altes Grab gelegt. Diesmal trauert Hann nicht um sie.

## Deutung
Für Walter Hinderer hebt die "Ambivalenz von Schein und Sein" die Geschichte über ihre französische Vorlage hinaus, ebenso Wielands typische Darstellungsweise: "Wie in fast allen Verserzählungen Wielands besteht in Hann und Gulpenheh die strukturtragende Schicht in dem über den verschiedenen Standpunkten, Täuschungen, Vorgängen schwebenden und Beziehungen knüpfenden Witz. Und dieser wiederum existiert nur kraft der Sprache."